# Witpootglinsterkopje
Het witpootglinsterkopje (Diachea leucopodia) is een slijmzwam die behoort tot de familie Stemonitidaceae. Het leeft saprotroof op kruidachtige plantendelen en wordt vaak aangetroffen op stelen en blad in de buurt van de grond. Soms komt het ook voor op fruit.

## Kenmerken

### Uiterlijke kenmerken
Diachea leucopodia heeft cilindrisch sporangia met een hoogte van 0,7 tot 1,2 mm. De steel is wit, zelden bruinachtig, stevig, taps toelopend, broos en meet 0,4 tot 0,9 mm. 
Het plasmodium is wit.

### Microscopische kenmerken
Het capillitium (vlechtdraad) bestaat uit rijkelijk vertakte en anastomose draden die de columella verbinden met de sporangiale wand. De sporen zijn fijnstekelig, dof violet van kleur en meten 7 tot 9 µm in diameter.

## Naam
De soortaanduiding leucopodia betekent "witte voet", van het Griekse λευκός "leukós" = wit en het Latijnse "podium" =  voet.

## Verspreiding
Het witpootglinsterkopje heeft een wereldwijd verspreidingsgebied. In Nederland komt het matig algemeen voor.

## Foto's

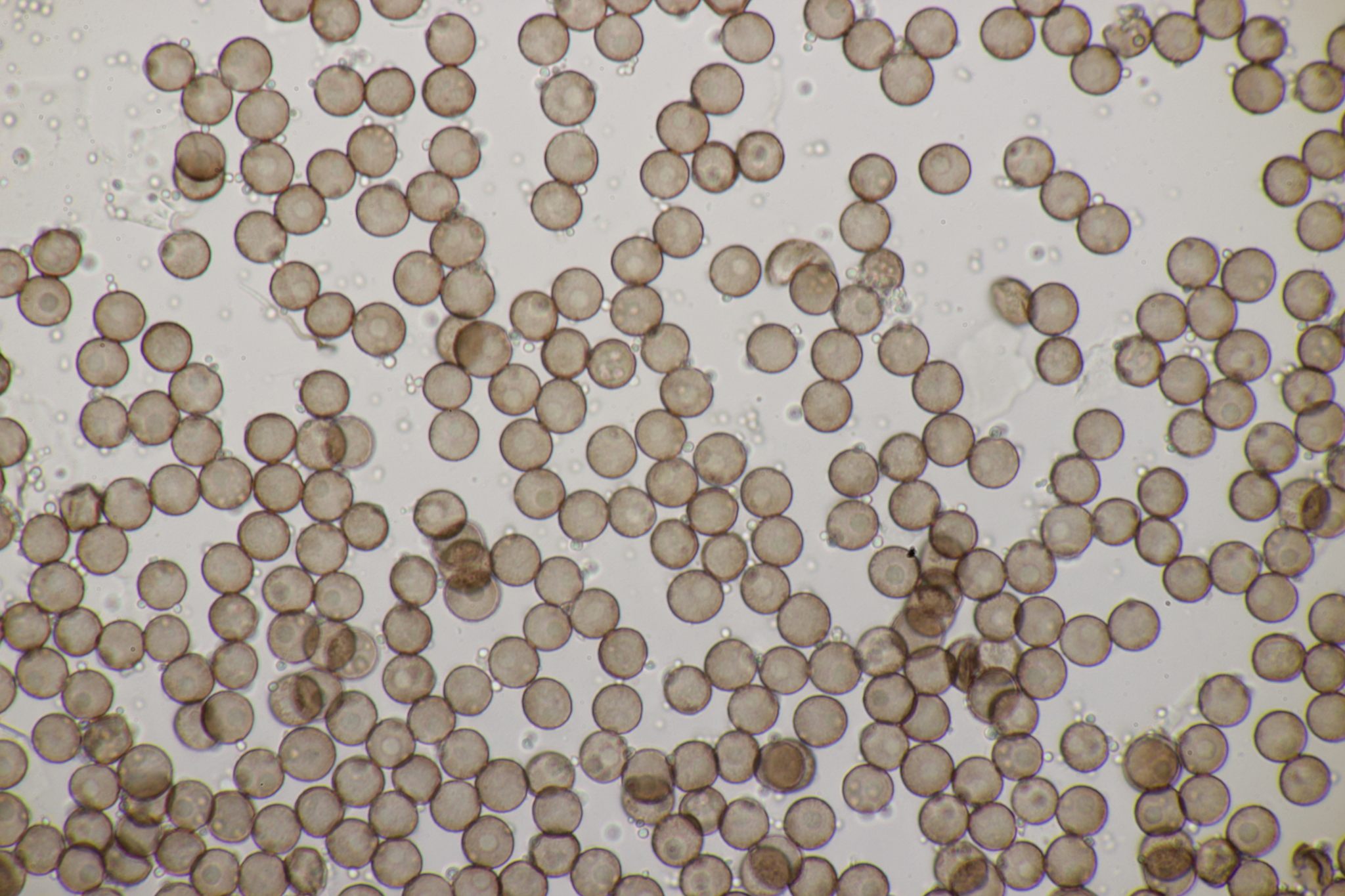
Sporen
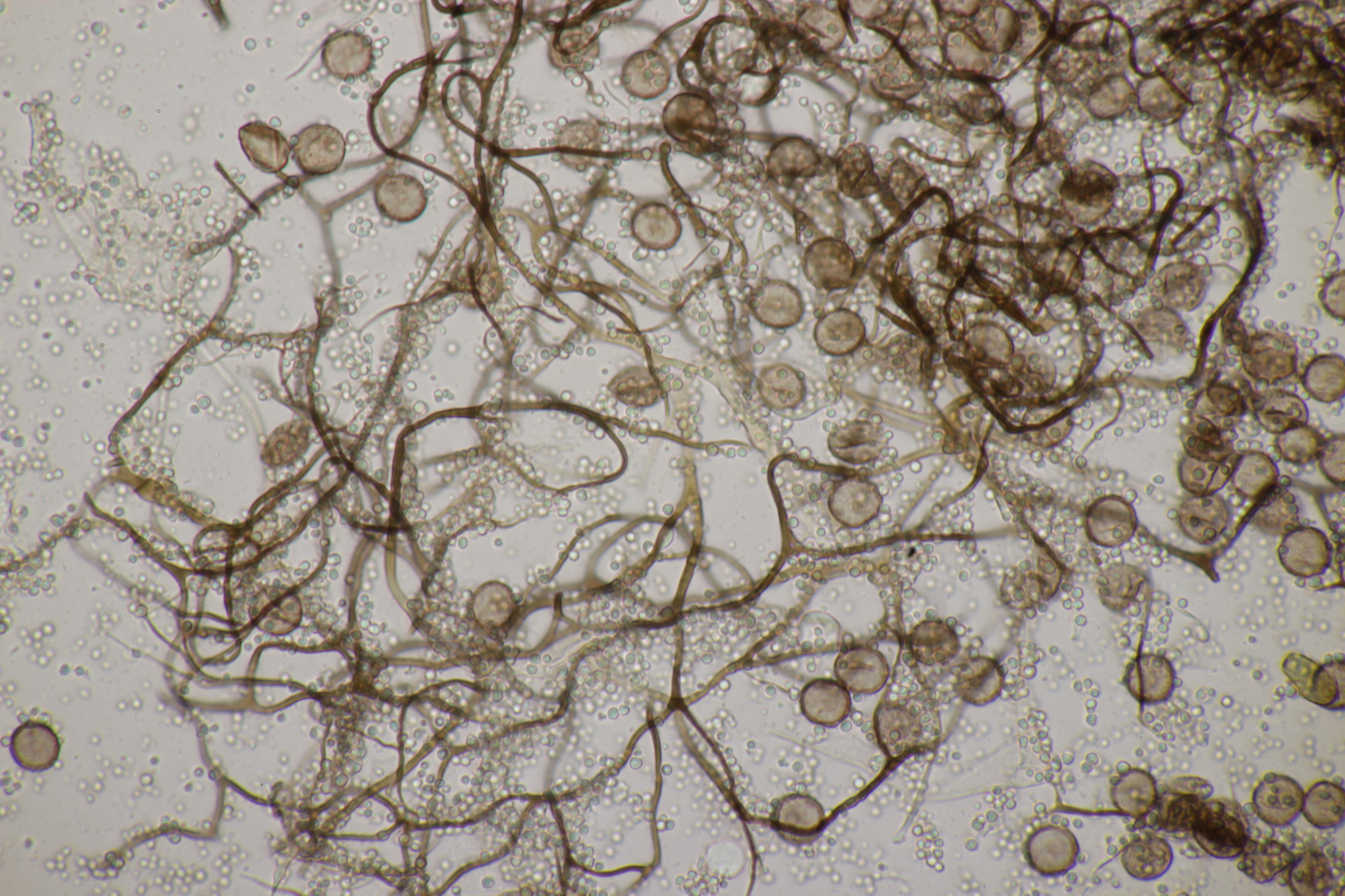
Sporen met capillitia